# Tanpeng
Tanpeng (kinesiska: 谭棚) är en köping i östra Kina. Den ligger i Linquan härad i staden Fuyang i provinsen Anhui, omkring 210 kilometer nordväst om provinshuvudstaden Hefei. Antalet invånare är 48140. Befolkningen består av 24 270 kvinnor och 23 870 män. Barn under 15 år utgör 21,0 %, vuxna 15-64 år 66 %, och äldre över 65 år 11,0 %.